# Stazione di PK 79+800
La stazione di PK 79+800 (in francese: Gare de le Point Kilométrique 79+800, in corso: Gara di u Ponte Chilometricu 79+800) è una fermata ferroviaria della linea Ponte Leccia – Calvi a servizio della località San Gavino del comune di Belgodere. Prende il nome dalla sua progressiva chilometrica (PK è l'acronimo del francese point kilométrique) la quale corrisponde alla distanza dell'impianto dalla stazione di Bastia.
Si tratta di una fermata in piena linea dotata di banchina in calcestruzzo e pensilina in muratura. Il fabbricato ristorante (buffet) risulta dismesso e in rovina.